# Якоб фон Алвенслебен
Якоб фон Алвенслебен (на немски: Jakob von Alvensleben; * 5 септември 1629 в Еркслебен в Саксония-Анхалт; † 3 май 1674) е благородник от род Алвенслебен в Алтмарк в Саксония-Анхалт.
Той е син на Валентин Йоахим фон Алвенслебен (1596 – 1649) и съпругата му Анна Мария фон Залдерн (1603 – 1636), дъщеря на Якоб фон Залдерн (1571 – 1602) и Мария фон Клитцинг (1583 – 1630). Брат е на Гебхард Кристоф фон Алвенслебен (1631 – 1690), женен на 11 ноември 1657 г. в Бухенау за фрайин София Магдалена фон Бухенау (1625 – 1698).

## Фамилия
Якоб фон Алвенслебен се жени на 10 юни 1657 г. в Клайн-Швехтен за Катарина фон Бюлов (* 2 юли 1635, Гартов; † 20 март 1673), дъщеря на [[Йохан фон Бюлов]-Гартов († сл. 1629) и Сабина фон Ягов (* ок. 1610). Те имат две дъщери:
- Анна Сабина вон Алвенслебен (1659 – 1727 в Щортенбютел), омъжена за Георг Ернст фон Мелтцинг (1648 – 1710)
- Катарина Лукреция вон Алвенслебен (* 15 юни 1664, Аймерслебен; † 19 февруари 1701), омъжена на 	29 октомври 1689 г. в Мерзебург за Хайнрих Ото фон Щутерхайм († 7 март 1714, Огрозен, окр. Калау, Бранденбур)